# سنت-تکل، کبک
سنت-تکل (به فرانسوی: Sainte-Thècle) شهری در منطقه شهری مکیناک ناحیه موریسی در استان کبک کانادا است. در سرشماری سال ۲۰۱۱ این شهر ۲٬۴۹۹ نفر جمعیت داشته‌است و مساحت آن ۲۱۶٫۶۴ کیلومتر مربع است.